# Encuentro Internacional del Mariachi y la Charrería
El Encuentro Internacional del Mariachi y la Charrería es un festival cultural con sede en Guadalajara, Jalisco México dedicado a difundir y preservar la música del mariachi y la manifestación cultural de la charrería esta última considerada como el único deporte nacional..

## Historia
Este festival cultural nace en 1994,organizado por la Cámara de Comercio de Guadalajara y dirigido extraordinariamente por el Sr. Rene Rivial Leon, presidente de dicha Camara. Desde entonces, ha ganado prestigio local, nacional e internacional, mismo que ha contado con la presencia de personalidades del mundo artístico, cultural y político nacional e internacional. Además de la participación de los mejores mariachis del México, como el Mariachi Vargas de Tecalitlán, y participan también mariachis del extranjero: Perú, Croacia, Cuba, Italia, Bélgica, Chile, Francia, Argentina, Panamá, Japón, Ecuador, Colombia, Australia, Venezuela, Suecia, Aruba, Israel, Costa Rica, Canadá y Estados Unidos.
Es un encuentro que presenta desde eventos de gran envergadura, como los son las Galas del Mariachi, en el marco del Teatro Degollado, Verbenas populares en la Zona metropolitana de Guadalajara, Encuentro nacional de mariachis tradicionales, Gala pública en Plaza de la Liberación, audiciones en centros Comerciales, clubs deportivos y restaurantes, además del reconocido certamen Embajadora del mariachi, el Campeonato Nacional Charro y las tradicionales Extensiones a Municipios.

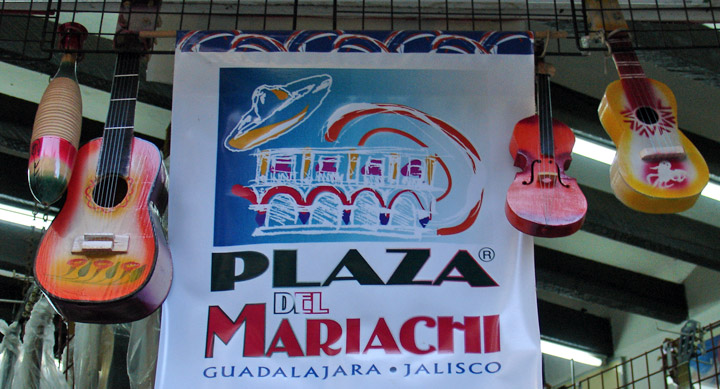
Se ilustra una de las verbenas populares en la Zona metropolitana de Guadalajara

## Participaciones Destacadas
El encuentro ha sido reconocido por tener participantes y bandas de mariachis internacionales  y que han enriqucido el encuentro, como la participacion de Mariachi Los Caballeros de Croacia. El Mariachi Jerusalem de Israel y Mariachi Los Tecolotes de Piura de Peru

## Galas De Mariachi
En estas galas, se unen los mariachis antes mencionados como los mejores del mundo (Mariachi Vargas de Tecalitlan, Mariachi Los Camperos de Don Natividad -Naty- Cano y El Mariachi de América de Don Jesús Rodríguez de Hijar) junto con la Orquesta Filarmónica Del Estado de Jalisco Para Dar Un Espectáculo lleno de elegancia y canciones hermosas, cabe mencionar que aunque estas en ocasiones tengan costos de entrada muy altos (como en la edición de 2008 en la que participó el conocido cantante Mexicano Juan Gabriel) generalmente se comienza con una gala pública un día antes de que comiencen las galas en el interior del Teatro Degollado de la ciudad de Guadalajara ...

## Referencia
1. ↑  Mariachis croatas muestran su amor por México – *Esbarrio*, 28 de mayo de 2017.
2. ↑  EFE, Agencia (31 de agosto de 2022). «Mariachi Israelí se presenta en el centro histórico de Guadalajara». Telediario México. Consultado el 17 de julio de 2025.
3. ↑  Vega, Jack (26 de febrero de 2025). «Mariachi Los Tecolotes de Piura representará al Perú en evento internacional en México». Noticias Piura 3.0. Consultado el 17 de julio de 2025.